# Site d'essai balistique Ronald-Reagan

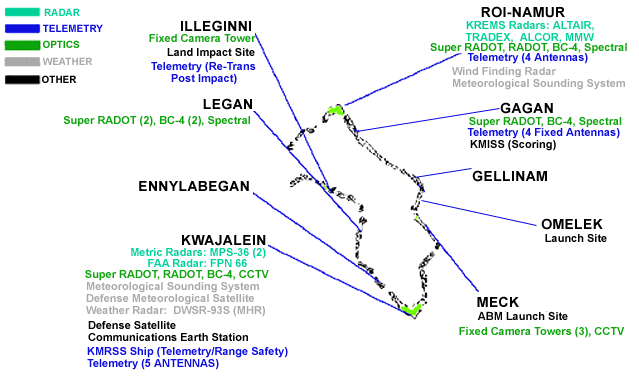
Infrastructures à l'atoll de Kwajalein.

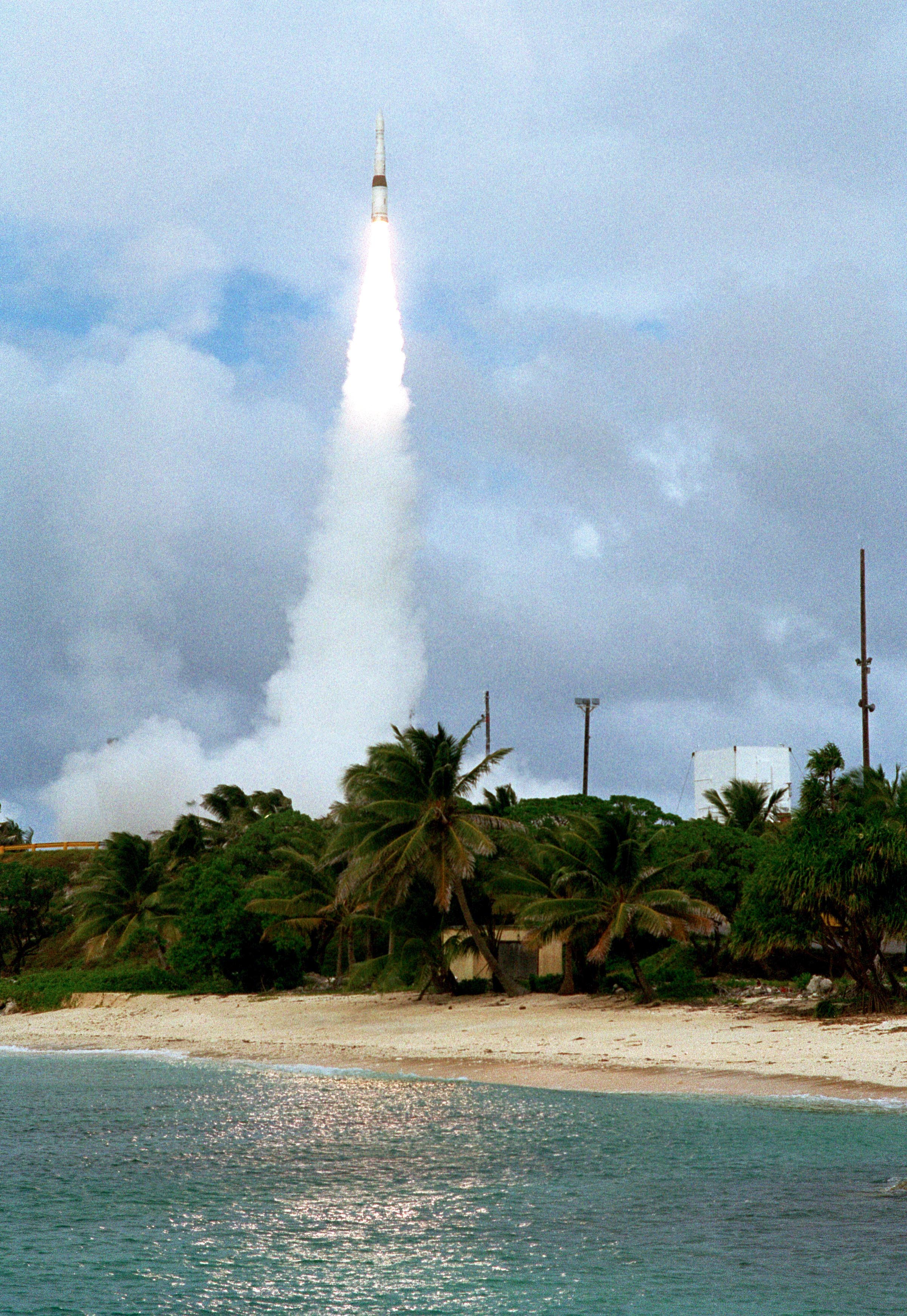
Test d'un missile anti-missile fait depuis l'île de Meck le 3 décembre 2001.

Le site d'essais balistiques Ronald-Reagan (en anglais Ronald Reagan Ballistic Missile Defense Test Site) est un ensemble de champs de tirs situé dans l'océan Pacifique que l'United States Army utilise pour effectuer des essais de lancement de missiles. Le périmètre du site couvre 1 900 000 km2 avec des pas de tir situés sur les atolls de Kwajalein, Wake et Aur. La base de lancement est principalement utilisée pour tester les missiles du bouclier antimissile américain, comme station de poursuite du programme spatial des États-Unis et pour les projets de recherche de la NASA.

## Installations
Le centre de contrôle, et la plupart du personnel, se trouvent sur l'atoll de Kwajalein (Îles Marshall) où onze îles sont louées par bail emphytéotique. Divers instruments sont installés aux divers pas de tirs dont des radars de poursuite, des télémètres stationnaires ou mobiles, des caméras. Le tout est relié au centre de contrôle par un réseau de fibres optiques via des câbles sous-marins sécurisés.
Le centre comporte également diverses installations météorologiques, dont le radar météorologique KPOL, qui servent autant aux militaires qu'à la population civile et qu'à la recherche météorologique.

## Activités
Les tests effectués par l'US Army comprennent des tirs de missiles balistiques, d'interception de missiles balistiques, des tirs de fusée-sondes et des essais de lanceurs commerciaux comme le Falcon 1 de la société SpaceX qui est testé sur l'île Omelek.

## Noms antérieurs
Le site a porté plusieurs noms : Naval Station Kwajalein (après la Seconde Guerre mondiale jusqu'à 1959), 
Pacific Missile Range Facility, Kwajalein (1959-1964), Kwajalein Test Site (1964-1968), Kwajalein Missile Range (1968-1986), United States Army Kwajalein Atoll (1986-1991), Kwajalein Missile Range (1991-1999) et Ronald Reagan Ballistic Missile Defense Test Site (1999-présent)